# Centro de Ciências Jurídicas e Políticas da Universidade Federal do Estado do Rio de Janeiro
Centro de Ciências Jurídicas e Políticas (CCJP) é um dos centros da Universidade Federal do Estado do Rio de Janeiro. Sua localização fica no campus Botafogo, na rua Voluntários da Pátria, 107. A Escola de Ciências Jurídicas, fundada em 1993, funcionou durante muitos anos no Centro de Ciências Humanas, na Praia Vermelha. A biblioteca da escola conta com mais de 13.000 obras da área.

## Escolas e biblioteca
- Escola de Ciência Política (2009)
- Escola de Administração Pública (2009)
- Escola de Ciências Jurídicas (1993)
- Biblioteca Setorial do Centro de Ciências Jurídicas e Políticas

## História
O Centro de Ciências Jurídicas e Políticas da Universidade Federal do Estado do Rio de Janeiro – UNIRIO foi criado na forma da Resolução n° 2619, de 30 de maio de 2005, a partir da evolução da Escola de Ciências Jurídicas, que institucionalizou o processo de formação jurídica desenvolvido pioneiramente, após os anos de 1990, tomando como referência a experiência inovadora da Universidade de Brasília – UnB, cujo projeto, coincidentemente, foi elaborado no Casarão da Voluntários, atual sede da Escola de Ciências Jurídicas, da Escola de Ciências Políticas e da Escola de Administração Pública.
Contribuíram decisivamente para a criação da Escola de Ciências Jurídicas o Reitor da UNIRIO Osmar Teixeira (1988-1990) e o seu Vice-Reitor Pietro Novelino, assim como, os membros que compuseram a comissão de elaboração do projeto, cujo Relator e, posteriormente, Presidente foi o Professor Aurélio Wander Bastos.

### O Casarão
Foi construído em 1897 para residência do colecionador de arte E. E. Bechtinger, que nele residiu até 1930. O prédio possui cercaduras e embasamento em pedra, motivos decorativos em estuque e gradis em ferro fundido. Outrora existia em frente amplo jardim, hoje convertido em estacionamento. Recentemente passou a sediar órgãos federais diversos, bem como a Faculdade de Enfermagem da UFRJ e, desde 2004, tem sido a sede do Centro de Ciências Jurídicas e Políticas da UNIRIO. O sobrado é tombado pela Municipalidade desde 1990. O casarão se constitui em um grande sobrado sobre porão habitável, situado em centro de terreno e em estilo eclético.
Atualmente, a fachada, o volume e o telhado do casarão são tombados, conforme Decreto Municipal nº 9.904/90, 12.12.1990 (Decreto de Tombamento).

## Cursos
O Curso de Ciências Jurídicas foi originariamente pensado no Núcleo de Pesquisas e Estudos organizado na Procuradoria Geral da UNIRIO e contou com a colaboração inicial do Professor Ludgard Cardoso, bem como, dos professores Luiz Otávio Barreto Leite e Gabriel Bittencourt que reconheciam a imprescindível necessidade de se instalar na UNIRIO um Curso de Direito. Com a criação do Curso de Direito em 1990, último a ser criado em Universidade Pública brasileira até o ano de 2000, teve como proposta a expansão da Universidade nos espaços noturnos, resguardando a qualidade formativa.
Na verdade, o Curso de Direito absorveu todas as reflexões que dominavam a comunidade de professores de Direito, preocupados em reformatar o ensino jurídico procurando abri-lo para as questões dos novos direitos e para o inadiável problema da proteção dos grupos sociais desfavorecidos, como política precursora de inclusão social. Por estas razões, muitos professores que colaboraram com o curso inicialmente eram também de outras universidades, inclusive de outros Estados, que identificavam no projeto uma proposta de ensino jurídico para o Brasil comprometido com a abertura democrática. Todavia, a Escola só se tornou possível com a colaboração de professores de outras escolas e Departamentos da UNIRIO, não apenas ministrando as aulas do ciclo básico de formação, como também, cedendo os próprios espaços físicos onde se desenvolviam os seus próprios cursos.
A partir da experiência do ensino interdisciplinar, que o CCJP preparou o Projeto do Curso de Administração Pública, reconhecendo que estes âmbitos do conhecimento perfazem exigências importantes para a formação jurídica, mas, ao mesmo tempo, demonstram que essa formação pode e deve funcionar como subsidio necessário à formação do administrador. Neste sentido, a preocupação do Centro de Ciências Jurídicas e Políticas foi abrir a sua formação disciplinar para viabilizar primeiramente a formação disciplinar nas áreas de ciência política e administração e, num segundo momento, facilitar a aproximação do conhecimento destas diferentes áreas como subsidio formativo interdisciplinar.

Neste sentido, a ideia originária da Escola de Ciências Jurídicas de incentivar os Seminários Especiais como disciplinas abertas foi transportado como projeto complementar do Curso de Administração Pública, que, da mesma forma, não rejeitou esta fórmula articulada de ensino-aprendizagem, reconhecendo como imprescindível à formação profissional a flexibilização do aprendizado curricular, sem prejuízo das disciplinas de formação especializada.